# Thổ phục linh
Thổ phục linh (danh pháp khoa học: Smilax glabra) còn được gọi là dây khum, hồng thổ linh, sơn trư phấn, sơn kỳ lương, linh phạn đoàn là một loài cây leo, thân mềm, không gai thuộc họ Smilacaceae. Lá hình trứng, gốc lá hơi hình tim, mọc so le, có cuống dài, mang tua cuốn. Cụm hoa hình táng, mọc ở kẽ lá, có cuống dài. Hoa màu hồng hoặc điểm chấm đỏ gồm hoa đực và hoa cái riêng biệt. Quả hình tròn, đường kính 8 đến 10mm, khi chín thường có màu đen, quả có 2 đến 4 hạt hình trứng.

## Cây thuốc
Theo Đỗ Tất Lợi, thổ phục linh là thảo dược có vị ngọt, nhạt, tính bình, tác dụng vào 2 kinh can và vị. Thổ phục linh có tác dụng khử phong thấp, lợi gân cốt, chữa đau khớp xương, trừ sưng thủng.

## Ẩm thực
Người Hoa dùng thổ phục linh để chế biến một số món ăn hoặc tráng miệng như cao quy linh.